# 精巣下降
精巣下降（せいそうかこう、英:orchiocatabasis, descent of testis）とは胎生期から出生期にかけて腹腔内の腎臓直下に形成された精巣が陰嚢内に下降して収まる現象。精巣は高温では機能障害を受けるため精巣下降は精巣を低温に維持するための重要な機構の1つである。精巣下降の時期は動物種により異なり、ウシでは胎齢3か月で完了し、イヌでは生後30日で完了する。精巣下降が完了しない状態を潜在精巣と呼び、生殖機能に影響を及ぼす。クジラやゾウなどでは精巣下降は起こらないが、これは病的状態ではなく生殖機能に影響はない。
| 動物種 | 時期                 |
| ------ | -------------------- |
| ウシ   | 胎齢3カ月            |
| ウマ   | 生後1-3週間          |
| ブタ   | 胎生末期から生後直後 |
| イヌ   | 生後30日             |
| ネコ   | 生後20日             |